# Vladimir Gontjukov
Vladimir Gontjukov (russisk: Владимир Иванович Гончуков) (født 2. februar 1910 i Moskva i det Russiske Kejserrige, død 27. oktober 1956 i Sovjetunionen) var en sovjetisk filminstruktør og manuskriptforfatter.

## Filmografi
- Tjempion mira (Чемпион мира, 1954)[1][2]